# Lijst van rijksmonumenten in Aalden
De plaats Aalden telt 13 inschrijvingen in het rijksmonumentenregister. Hieronder een overzicht. 
| Object | Oorspronkelijke functie?  | Bouwjaar                                      | Architect                  | Locatie         | Coördinaten?                  | Nr.?   | Afbeelding        |
| --- | ------------------------- | --------------------------------------------- | -------------------------- | --------------- | ----------------------------- | ------ | ----------------- |
| Jantina Hellingmolen                                                                                            | Industrie- en poldermolen | 1891 1952, 1981 en 1991 (rest.) 2006 (herst.) | L. Reinds Roemeling (1952) | Molenwijk 13    | 52° 47' 18" NB, 6° 42' 51" OL | 41518  | Meer afbeeldingen |
| Boerderij met achterbaander en vrijstaande bijschuur                                                            | Boerderij                 | 1800-1850                                     |                            | Oud Aalden 5    | 52° 47' 16" NB, 6° 43' 13" OL | 41519  | Meer afbeeldingen |
| Boerderij met achterbaander en steil dakschild boven de korte zijde van het woondeel van de J Nijenbanning clan | Boerderij                 | 1800-1850                                     |                            | Oud Aalden 6    | 52° 47' 15" NB, 6° 43' 12" OL | 41520  | Meer afbeeldingen |
| Boerderij met achterbaander en diepe underschoer                                                                | Boerderij                 | 1800-1850 (huidige vorm, kern ouder)          |                            | Oud Aalden 8    | 52° 47' 11" NB, 6° 43' 14" OL | 41521  | Meer afbeeldingen |
| 't Hoes van Hol-An                                                                                              | Boerderij                 | mog. 18e eeuw (kern)                          |                            | Oud Aalden 11   | 52° 47' 10" NB, 6° 43' 6" OL  | 41522  | Meer afbeeldingen |
| Boerderij met achterbaander en vrijstaande bijschuur                                                            | Boerderij                 | 1800-1850                                     |                            | Oud Aalden 12   | 52° 47' 12" NB, 6° 43' 6" OL  | 41523  | Meer afbeeldingen |
| Boerderij met achterbaander                                                                                     | Boerderij                 | rond 1780                                     |                            | Oud Aalden 13   | 52° 47' 10" NB, 6° 43' 3" OL  | 41524  | Meer afbeeldingen |
| Boerderij met achterbaander waarvan het woondeel is aangebouwd aan dat van nr. 17                               | Boerderij                 |                                               |                            | Oud Aalden 16   | 52° 47' 11" NB, 6° 43' 0" OL  | 41525  | Meer afbeeldingen |
| Boerderij met achterbaander waarvan het woondeel is aangebouwd aan dat van nr. 16                               | Boerderij                 |                                               |                            | Oud Aalden 17   | 52° 47' 11" NB, 6° 42' 60" OL | 41526  | Meer afbeeldingen |
| Boerderij met achterbaander                                                                                     | Boerderij                 | 1654 1850-1900 (verb.)                        |                            | Oud Aalden 19   | 52° 47' 8" NB, 6° 42' 60" OL  | 41527  | Meer afbeeldingen |
| Boerderij met achterbaander en vrijstaande houten schuur                                                        | Boerderij                 |                                               |                            | Oud Aalden 20   | 52° 47' 9" NB, 6° 42' 56" OL  | 41528  | Meer afbeeldingen |
| Frensen | Boerderij                 | 1800-1850                                     |                            | Oud Aalden 22   | 52° 47' 13" NB, 6° 43' 0" OL  | 41529  | Meer afbeeldingen |
| Aelderhooge | Boerderij                 | 1896                                          |                            | Aelderstraat 27 | 52° 47' 26" NB, 6° 43' 15" OL | 478008 | Meer afbeeldingen |